# Pseudobryobia japonica
Pseudobryobia japonica är en spindeldjursart som först beskrevs av Ehara och Yamada 1968.  Pseudobryobia japonica ingår i släktet Pseudobryobia och familjen Tetranychidae. Inga underarter finns listade i Catalogue of Life.